# Борцы (картина Лакса)
«Борцы» (англ. The Wrestlers) — картина американского художника Джорджа Лакса, написанная им в 1905 году. Находится в коллекции Музея изящных искусств в Бостоне (штат Массачусетс, США).

## История

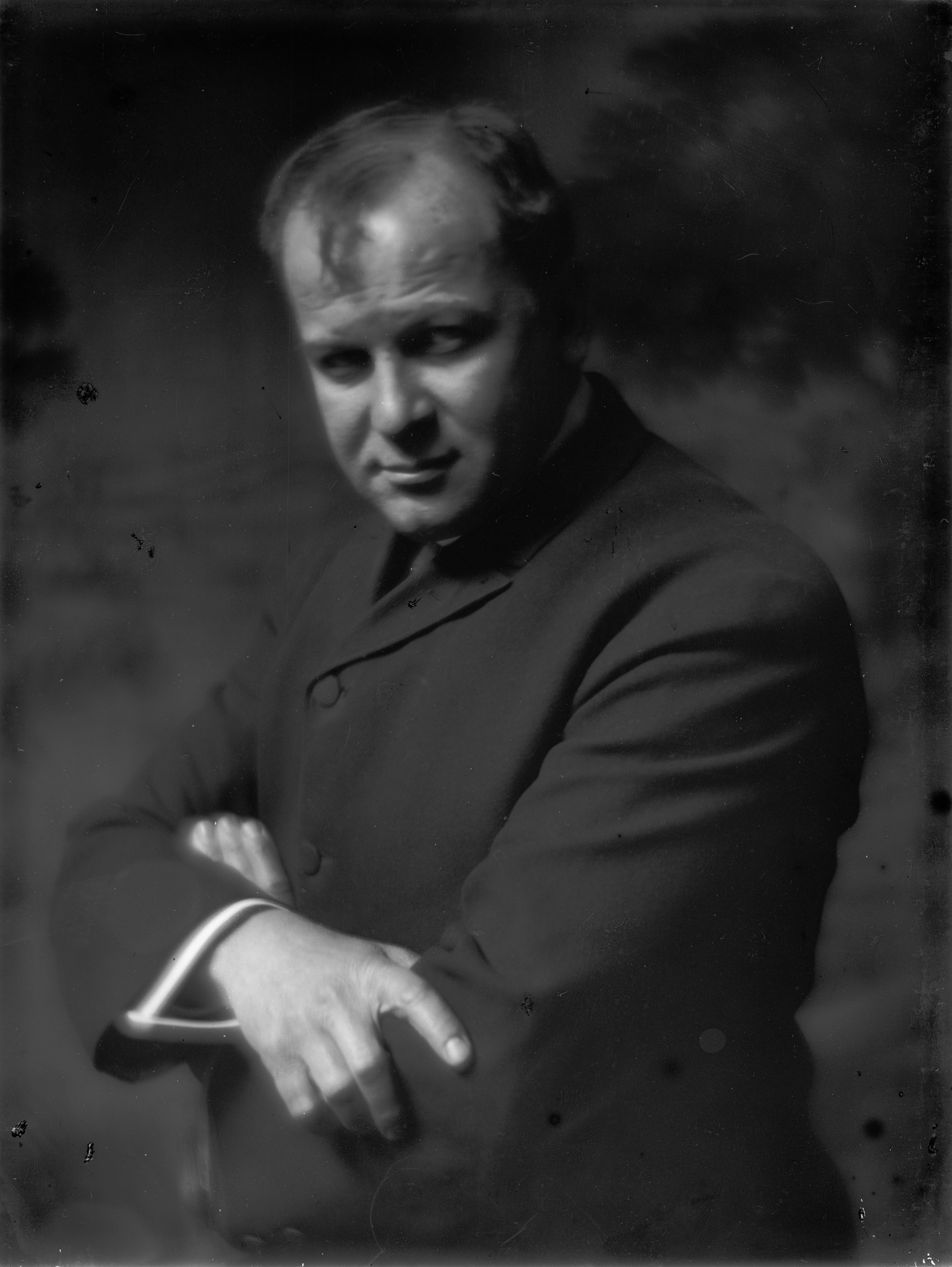
Джордж Лакс, фотография.

Джордж Лакс (1866—1933) признаётся критиками выдающимся американским художником. После учёбы у Томаса Аншультца в Пенсильванской академии изящных искусств в Филадельфии и дальнейшего обучения за границей в Дюссельдорфской академии художеств в Германии, Лакс совершил путешествие по всей Европе и затем вернулся в США. В 1894 году он поступил на работу иллюстратором в журнал «The Philadelphia Press», а через два года, в 1896 году — в «Philadelphia Evening Bulletin». В том же году о совету товарищей-иллюстраторов Роберта Генри, Джона Слоуна, Генри Глакенса и Эверетта Шинна, также учившихся у Аншультца, Лакс переехал в Нью-Йорк, где стал работать в газетах «New York World» у Джозефа Пулитцера и «New York Herald» у Рэндольфа Хёрста. Данный период творчества Лакса характеризуется преобладанием чувствительных тем жизни людей в оживлённых городах, в частности изображением очередей за хлебом или живущих в трущобах детей. Между тем его критиковали за плохое знание человеческой анатомии, и он ответил на все претензии, написав в 1905 году картину на сложную тему борьбы двух обнажённых мужчин. Он выбрал радикальную в то время точку зрения для того, чтобы расшевелить членов Пенсильванской академии изящных искусств, которых Лакс называл «розовощёкими идиотами». Однако в то же самое время он сам писал полотна, на которых изображал свиней и ветхих старушек. После того как Лакс закончил работу, он показал полотно Джону Слоуну, который в своём дневнике написал, что «Борцы» — это «великолепная картина, одна из самых прекрасных картин, которую я когда-либо видел».

## Композиция

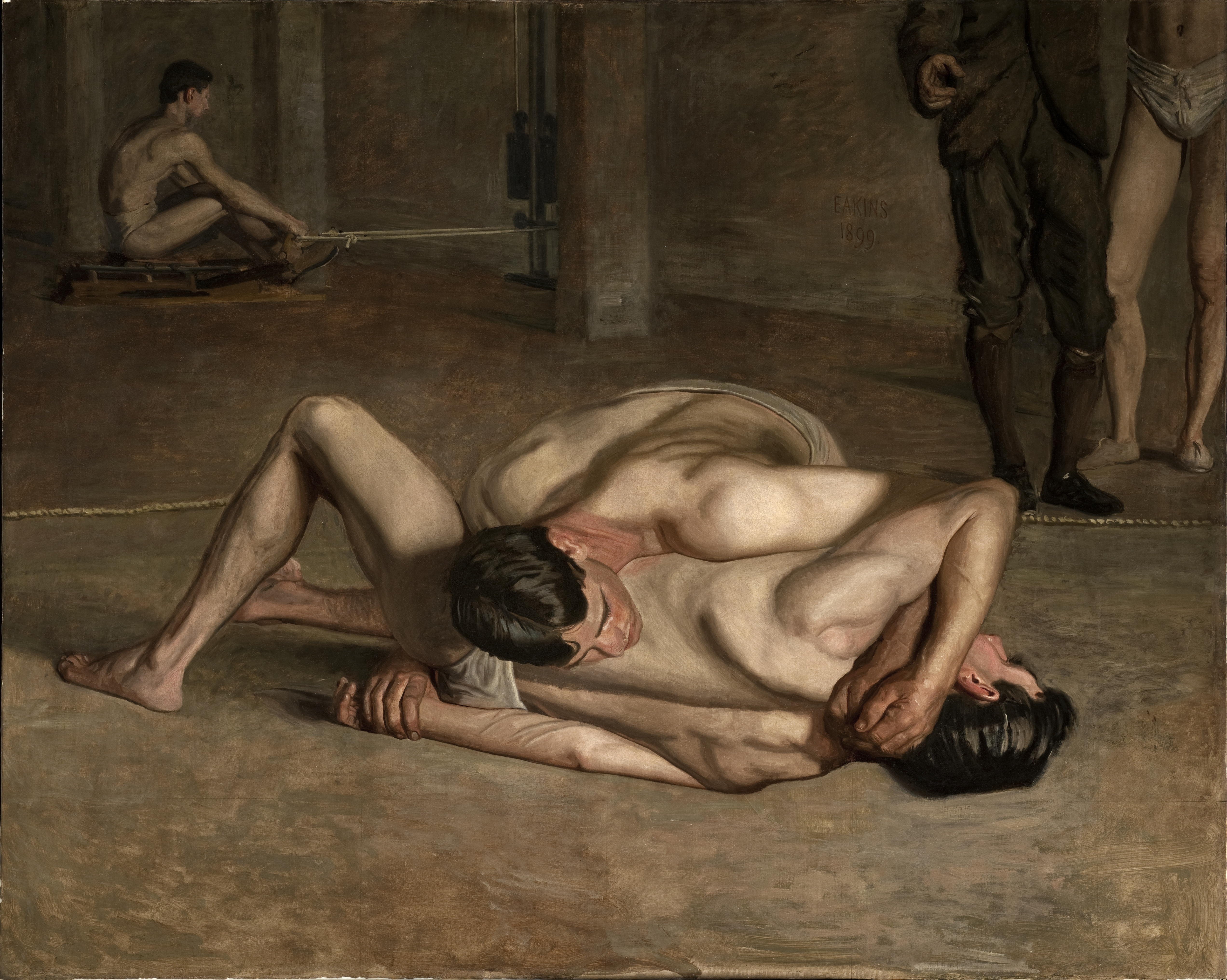
«Борцы» кисти Томаса Икинса.

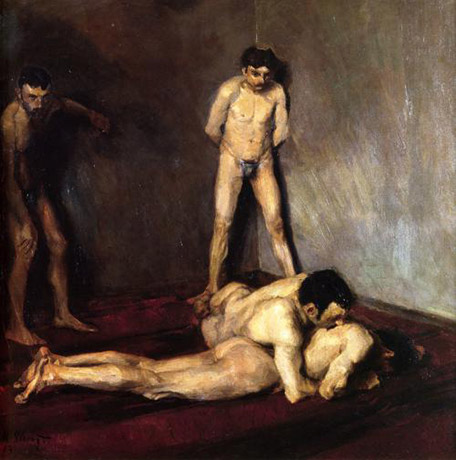
«Школа борцов» кисти Макса Слефогта.

Картина написана маслом по холсту, а её размеры составляют 122,87 × 168,59 см. В правом нижнем углу стоит подпись художника — «Джордж Лакс/1905». На картине изображена схватка двух обнажённых мужчин, поставленных в решительную позу при гротескном ракурсе. Лакс будто бы прижимает зрителей к краю борцовской арены, подчеркивая тем самым их нищету и неспособность купить билеты на лучшие места. Такая художественная манера изображения пропитанного потом подбрюшья современной городской жизни являлась распространённой среди членов «Ашканской школы», в которую входил и Лакс. Члены школы выступали против идеализации жизненного уклада Америки, практически заставляя американцев воочию увидеть все социальные проблемы общества, что привело бы, как им виделось, к спасению государства. При этом Лакс являлся завсегдатаем боксёрских и бойцовских турниров, а также сам был боксером-любителем и, по своим собственным словам — «лучшим бойцом всех забегаловок Америки».
Композиционная структура произведения Лакса, заключающаяся в изображении сцепившихся тел, перекликается с работой другого филадельфийца — Томаса Икинса, написавшего в 1899 году картину «Борцы». В то время как Икинс изобразил в своей работе момент удержания одного борца другим, мастерски подмеченный взглядом художника в его же студии, Лакс передал на полотне живую страсть, источающуюся вздыбленными телами. Икинс накладывал тщательно смешанные мазки краски на предварительно намеченные контуры фигур, чему научился в студии французского художника и представителя академизма Жана-Леона Жерома. Лакс же, напротив, будто оживил своих героев энергичными мазками и толстым «импасто». Опыт работы Лакса в популярной прессе, а именно, в иллюстрированных периодических изданиях, возможно, наделил его картины чувством непосредственности, в данном случае заключающимся в том, что ярко освещенные фактурные тела борцов на темном фоне как будто попали под фотовспышку репортера. Известно, что Икинс тщательно следил за боксерскими поединками для того, чтобы детали на его картинах соответствовали действительности, но он никогда не пытался изобразить борцов в реальной схватке. Критик Аллен Гуттманн сравнил «Борцов» Лакса и Икинса с картиной «Школа борцов» Макса Слефогта, отметив, что все эти работы схожи изображением пары обнаженных борющихся людей, лежащих на земле в момент захвата.
Между тем, на картине Лакса, выражение лица находящегося слева борца напоминает страшные лики «мрачных картин» испанского художника начала XIX века Франсиско Гойи, на которых люди превращаются в упырей. В данном случае Лакс показал довольно характерный тип нью-йоркского мужчины, в данном случае — агрессивного спортсмена. Благодаря работе журнальным иллюстратором Лакса, вероятно, ещё с большей проницательностью начал подмечать особенности физиогномики других людей, проявившиеся в изображении драчливого борца, о воинственности которого говорят раскрасневшееся лицо, насупленные брови и глаза с воистину дьявольским взглядом.

## Восприятие и критика
В 1908 году картина была представлена на единственной групповой выставке «Ашканской школы», прошедшей в галереях Макбета. Между тем художник Джон Слоун в своём дневнике отметил, что на выставке картина смотрелась хуже, чем в студии. Интересно, что в статье «New York World» о выставке независимых художников, состоявшейся в 1910 году, была описана картина Лакса, хотя она там не выставлялась.
Картина считается одной из самых известных работ Джорджа Лакса. Критик Кэрол Кларк назвала «Борцов» его «лучшей работой», при этом «сырой, грубо написанной картиной, чья жизненная сила черпает источник с улиц Нью-Йорка и с новых мест городского отдыха», в том числе из баров и забегаловок, которые посещал Лакс. Иэн Чилверс и Джон Глейвс-Смит отметили, что в данном полотне Лакс выказал «свою любовь к приземлённым темам и восхищение бравурностью живописных техник таких художников, как Мане».

## Судьба
В 1921 году картина отошла бывшей жене Лакса, вышедшей замуж за Вернера Франкенберга. К 1945 году работа выставлялась в галереях Крошара в Нью-Йорке, откуда была продана за 3500 долларов США Музею изящных искусств в Бостоне. В настоящее время картина под номером 45.9 находится в фонде коллекции Чарльза Генри Хайдена.